# En bit bröd med Anna
Svensk roman skriven av Herta Wirén, första utgåva år 1975. Boken är självbiografisk och skildrar flickan Elsas uppväxt och barndom i en arbetarfamilj runt sekelskiftet i Malmö. Romanen börjar när Elsa är sex år gammal, år 1905, och följer henne under 10 år. Miljön är kvarteren vid Sofielund i Malmö och runt Möllevångstorget. I romanen skildras Elsas liv genom olika scener från hennes skolgång, livet i hemmet, faderns aktiva deltagande i arbetarrörelsen och fackföreningsarbetet, arbetarkvinnornas situation och de orättvisor Elsa upplever i dåtidens Malmö. Hennes första arbeten beskrivs också målande. Miljö- och tidsskildring har det självupplevdas prägel och ger en inblick i hur det kunde te sig att växa upp i Malmö i en arbetarfamilj för 100 år sedan. Storstrejken år 1909, änglamakarehistorien i Malmö år 1911, Baltiska utställningen i Malmö år 1914 och det första världskriget berörs i förbigående, som händelserna kan ha upplevts ur ett barns perspektiv.